# Cola lorougnonis
Cola lourougnonis é uma espécie de angiospérmica da família Sterculiaceae.
Pode ser encontrada nos Camarões e Costa do Marfim.